# Ксенон: Девушка 21 века
Ксенон: Девушка 21 века — оригинальный фильм канала «Disney», созданный в 1999 году. В главных ролях Кирстен Стормс и Рэйвен-Симоне.

## Сюжет
Ксенон Кар — 13-летняя девочка, которая живёт с семьёй на орбитальной космической станции в 2049 году нашей эры. Родители Ксенон по настоянию командира Эдварда Планка, командующего космической станции, наказывают её за проступок, отправив на Землю к тёте Джуди, которая боится космоса. Ксенон узнаёт, что компьютерная система космической станции будет уничтожена вместе с находящимися там людьми, и сообщает об этом родителям, но командир Планк рассматривает всех детей как нарушителей спокойствия и убеждает её родителей не верить этому.
С помощью своих друзей Эндрю и Грега Ксенон находит способ спасти космическую станцию и свою семью. Её кумир Протозоа и его поп-рок-группа «Микроб» дают первый в мире космический концерт. Ксенон удаётся добраться до Космической станции, так как Протозоа признаёт её победительницей конкурса и берёт с собой на шаттл. Организатор готовящейся аварии Паркер Уиндем и его помощник Луц также успевают попасть на шаттл. Туда же попадает и тётя Джуди. Командир Планк удивляется, видя Ксенон на станции, и по-прежнему не верит ей, особенно когда Уиндхэм обвиняет её в разрушении станции. Ксенон удаётся остановить разрушение с помощью программы, созданной Эндрю. Уиндем и Луц арестованы. Командир Планк влюбляется в тётю Джуди.

## В ролях
- Кирстен Стормс — Ксенон Кар
- Рэйвен-Симоне — Невьюла Вэйд
- Стюарт Пэнкин[англ.] — командир Эдвард Плэнк
- Холли Фулджер — тётя Джуди Клинг
- Фредерик Коффин — Паркер Уиндем
- Боб Бэнкрофт — мистер Луц
- Грег Тирлоуей — Марк Кэр
- Филип Рис — Протозоа/Микроб
- Гвинит Уолш — Астрид Кэр
- Лорен Мэлтби — Марджи Хаммонд
- Даниэлл Фрэзер — Линкс
- Бренден Ричард Джефферсон — Эндрю
- Блэр Слейтер — Аквиллат
- Зак Липовский — Мэтт
- Нил Денис — Лео
- Грегори Смит — Грег
- Ки Вонг — Джемма

## Производство
Фильм изначально готовился в качестве пилота для планируемого телесериала и основан на книге Роджера Боллена и Мэрилин Сэдлер.
Съёмка началась в августе 1998 года и происходила в Ванкувере, в частности на площади Наций.

## Выпуск
Фильм был первоначально намечен к показу на канале Дисней в декабре 1998 года, но в конечном счёте премьера состоялась 23 января 1999 года. The Walt Disney Company выпустила его на VHS в сентябре 2000 года.

## Продолжения
У фильма есть два сиквела — Ксенон: Продолжение (2001) и Ксенон Z3 (2004).